# Квинт Акцей Руф
Квинт Акцей Руф (на латински: Quintus Accaeus Rufus) е политик и сенатор на Римската империя през 1 век.
През 90 г. той е суфектконсул заедно с Гай Каристаний Фронтон.